# Yvelines
Yvelines (78) es un departamento francés que pertenece a la región de Isla de Francia, y forma parte del área metropolitana de París. Su gentilicio francés es Yvelinois. Su capital y ciudad principal, Versalles, se desarrolló alrededor del palacio real y fue la capital del reino de Francia durante el Antiguo Régimen, y mantuvo ese rol en los primeros años de la Tercera República (entre 1871 y 1879). Todavía hoy, Versalles es la sede del Congreso de la República, esto es, la reunión de la Asamblea Nacional y del Senado.

## Geografía
- El departamento de Yvelines forma parte de la región Isla de Francia.
- Limita con los departamentos de Valle del Oise al norte, Altos del Sena al este, Essonne al sudeste, Eure y Loir al sudoeste y Eure al oeste.
- El este del departamento, así como el norte a lo largo del Sena, forman parte de la aglomeración parisina, mientras que el resto del departamento aún es rural, y posee extensas zonas boscosas (bosque de Rambouillet).
- Dos parques naturales regionales se encuentran completa o parcialmente dentro de Yvelines: el parque natural regional de la Haute-Vallée de Chevreuse (21 300 ha) y una parte del parque natural regional de Vexin Français (11 984 ha).

## Demografía
| 1801    | 1831    | 1841    | 1851      | 1856      | 1861      | 1866      |
| ------- | ------- | ------- | --------- | --------- | --------- | --------- |
| --      | --      | --      | --        | --        | --        | --        |
| 1872    | 1876    | 1881    | 1886      | 1891      | 1896      | 1901      |
| --      | 235.511 | 236.471 | 247.910   | 250.552   | 263.562   | 270.228   |
| 1906    | 1911    | 1921    | 1926      | 1931      | 1936      | 1946      |
| 277.753 | 297.562 | 321.237 | 367.267   | 408.282   | 428.166   | 431.499   |
| 1954    | 1962    | 1968    | 1975      | 1982      | 1990      | 1999      |
| 519.176 | 687.827 | 853.386 | 1.082.255 | 1.196.111 | 1.307.150 | 1.354.304 |

Notas a la tabla:
- El 29 de noviembre de 1969 las comunas de Châteaufort y Toussus-le-Noble (que sumaban 996 habitantes en 1968) se separaron de Essonne para incorporarse a Yvelines.
- Las cifras anteriores a 1968 están tomadas de SPLAF y se refieren a los límites actuales del departamento. Las de 1968 y posteriores corresponden a los censos respectivos y con los límites en vigor cada momento. La población en 1968 con los límites actuales era de 854 382 habitantes.

Las principales ciudades del departamento son (datos de 2007):
- Versalles: 86 979 habitantes.
- Sartrouville: 51 601 habitantes.
- Mantes-la-Jolie: 42 916 habitantes.
- Saint-Germain-en-Laye: 41 517 habitantes.
- Poissy: 37 109 habitantes.
- Montigny-le-Bretonneux: 34 038 habitantes.
- Conflans-Sainte-Honorine: 33 888 habitantes.
- Les Mureaux: 32 911 habitantes.
- Houilles: 30 973 habitantes.
- Plaisir: 30 937 habitantes.
- Chatou: 30 063 habitantes.
- Le Chesnay: 29 405 habitantes.
- Trappes: 29 327 habitantes.
- Guyancourt: 28 563 habitantes.
- Élancourt: 27 613 habitantes.
- Rambouillet: 26 157 habitantes.
- Maisons-Laffitte: 22 649 habitantes.
- La Celle-Saint-Cloud: 20 999 habitantes.

## Historia
Creado el 1 de enero de 1968, conforme a la ley de 10 de julio de 1964, con la zona occidental del antiguo departamento de Sena y Oise. 
- Datos: Q12820
- Multimedia: Yvelines / Q12820